# Mineralni Vodî, Pavlohrad
Mineralni Vodî (în ucraineană Мінеральні Води) este un sat în comuna Karabînivka din raionul Pavlohrad, regiunea Dnipropetrovsk, Ucraina.

## Demografie
Componența lingvistică a localității Mineralni Vodî
     Ucraineană (85,71%)
     Rusă (13,45%)
Conform recensământului din 2001, majoritatea populației localității Mineralni Vodî era vorbitoare de ucraineană (85,71%), existând în minoritate și vorbitori de rusă (13,45%).